# Fotocopia

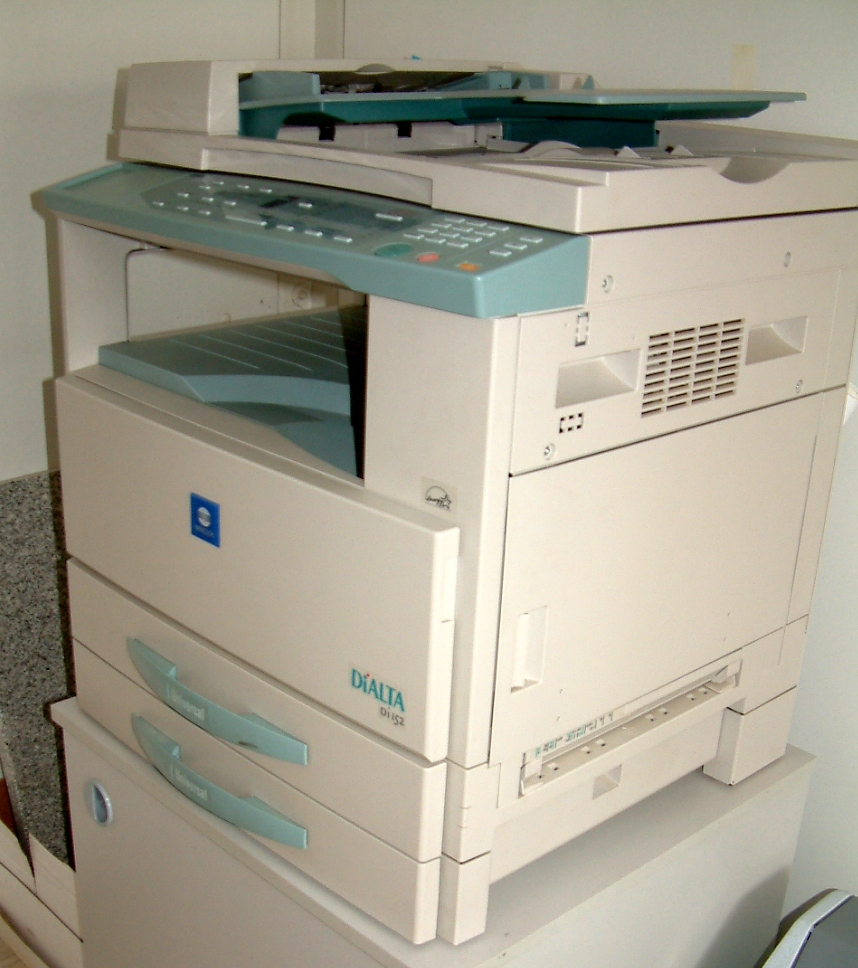
Fotocopiadora Dialta.

La fotocopia es el proceso de reproducir un documento, o parte de este, en una hoja de papel normal u otro tipo de material, como transparencias o filminas, opalina, etcétera. Dicha reproducción la realiza la fotocopiadora.
El tamaño o formato de los papeles es muy variado: carta, oficio, A4, A5, y muchos más hasta llegar a los especiales para plano.

## Proceso de fotocopiado
El proceso de fotocopiado se realiza por medios ópticos y fotosensibles.
1. Primero se coloca el documento original sobre una superficie de cristal u otro material transparente.
2. Bajo esta superficie se desplaza una fuente luminosa, generalmente la lámpara de exposición; entonces la luz se refleja en las tonalidades más claras del original y esta imagen se va guiando por espejos hasta un cilindro sensible a la luz que va girando, el cual se energiza atrayendo electrostáticamente la tinta seca llamada tóner. A este elemento también se le conoce como fotorreceptor o fotoconductores (fotorresistencia).
3. La fotocopiadora funciona en el enlace de una serie de cables que llegan a un objetivo en el que se comienza a tomar la foto y manda la señal para que la comience a copiar.
4. Bajo el cilindro se encuentra otro elemento que desenergiza al fotoconductor, llamado corona, y en el momento del proceso del fotocopiado, cuando el papel pasa debajo del cilindro, la corona se activa desenergizando el cilindro y haciendo que el tóner se plasme sobre el papel.
5. Después, el papel con el polvo sobre él pasa por el componente de la fotocopiadora llamado unidad fusora, que se encarga de fundir el tóner sobre el papel de la fotocopiadora.

Las copias azules de planos son llamadas copias heliográficas, y el proceso es más bien químico, ya que se utilizan agentes químicos como el amoníaco para su proceso de copiado, por lo que no se pueden considerar «fotocopias».

## Fotocopiadoras
Existen fotocopiadoras de tamaños y funciones variadas: 
- fotocopiadora personal,
- fotocopiadora de escritorio,
- fotocopiadora de estación,
- fotocopiadora de planos, etc.

Algunas fotocopiadoras se pueden conectar en red, otras son multifuncionales (que también tienen escáner, fax, impresora, etcétera).
Además, las fotocopiadoras se dividen en analógicas y digitales:
- Las fotocopiadoras analógicas usan procesos más mecanizados; por ejemplo, si se piden 10 copias de un original, la lámpara de exposición recorre el documento 10 veces (una por cada copia).
- En cambio, en las fotocopiadoras digitales, la lámpara recorre una vez el documento y lo guarda en memoria, y reproduce el original tantas veces como se le especifique.

Hay fotocopiadoras con disco y/o memoria que permite guardar trabajos anteriores.

## Xerografía

Diagrama esquemático del proceso de fotocopiado xerográfico (pasos 1 al 4). Este ejemplo corresponde a un tambor y papel: cargados negativamente; y el tóner: positivamente; (tipo usado normalmente en las copiadoras digitales de 2012).

El inventor del proceso llamado xerografía (del griego xeros, «seco», y grafos, «dibujo o imagen») fue Chester Floyd Carlson, quien en 1931 descubrió un material fotosensible que se cargaba de electricidad estática sólo en las zonas expuestas a la luz, lo que luego de varios experimentos dio origen a la primera fotocopiadora, la Xerox 914, por parte de la empresa «Haloid», actualmente Xerox Corporation.

### Funcionamiento de una fotocopiadora (xerografía)
1. Carga: la superficie de un tambor cilíndrico es cargada electrostáticamente por medio de un alto voltaje (15kV) a través de una corona o un rodillo. El tambor tiene una capa de material fotoconductor.  El fotoconductor es un semiconductor que conduce cuando se expone a la luz.
2. Exposición: una lámpara brillante ilumina el documento falso, y las áreas blancas del documento original reflejan la luz sobre la superficie del tambor fotoconductor (se obtiene por tanto un negativo del documento). Las superficies del tambor que han sido expuestas a la luz se convierten en conductoras y se descargan a tierra, permaneciendo aquellas áreas negras que no se habían expuesto ni reflejadas cargadas negativamente (las superficies negras del tambor se corresponden con el texto o el dibujo del documento original).
  - Se consigue así la imagen latente sobre la superficie del tambor en las máquinas analógicas.
  - En las máquinas digitales, el documento original es escaneado y digitalizado, y se utiliza la luz de un láser para conseguir el mismo resultado sobre el tambor.
3. Revelado: el tóner es una sustancia cargada positivamente. Por medio de la atracción electrostática (las cargas de distinto signo se atraen) el tóner se fija únicamente sobre la imagen que se corresponde con las superficies negras del tambor.
4. Transferencia: se aplica de nuevo una carga negativa sobre el papel y la imagen latente se transfiere desde la superficie del tambor al papel.
5. Fusión: el tóner se funde y se fija al papel por medio de calor y rodillos de presión.